# Gedenkteken A. A. van Bergen IJzendoorn
Het Monument Van Bergen IJzendoorn is een gedenkteken uit 1895 in de stad Gouda, in de Nederlandse provincie Zuid-Holland. Het gedenkteken, van architect Willem Kromhout, dient ter nagedachtenis aan Mr. A. A. van Bergen IJzendoorn, burgemeester van 1864 tot 1895. 

## Aanleiding
Het gedenkteken, een fontein met herinneringstekst dat lijkt op een grafmonument, is kort na het overlijden van van Bergen IJzendoorn, geplaatst in het Houtmansplantsoen, een klein park langs de IJssel in Gouda dat werd vergroot met een deel van de achtertuin van de woning van Mr. A. A. van Bergen IJzendoorn aan Oosthaven 68 (De Sterke Samsom), die de tuin aan de gemeente schonk. Gedurende zijn burgemeesterschap beleefde Gouda florerende tijden.

## Kenmerken
De fontein uit 1895 is gebouwd in eclectische stijl in rode granieten blokken met grove oppervlakten. Op een spaarveld van porfier staat de volgende tekst: Dankbare hulde aan onzen burgemeester Mr A.A. van Bergen IJzendoorn overleden 16 januari 1895. De beide zijkanten van de fontein hebben een lage borstwering met ezelsruggen en pinakels (trapsgewijs), de toppen van de pinakels hebben haaks op elkaar geplaatste ezelsruggen. 
De hoge steile achterwand heeft inzwenkende zijkanten met in het midden een spaarbekken. Hier staat een bronzen waterspuwer in de vorm van een aalscholver. De aalscholver uit 1998 van Ineke van Dijk heeft art-nouveaukenmerken en is in de plaats gekomen van de verdwenen en oorspronkelijke waterspuwer. Deze waterspuwer was een bronzen Phoenix, symbool voor de onsterfelijke ziel. Een replica van de aalscholver komt terug in het beeld de Aalscholvers in het Van Bergen IJzendoornpark.
Het bassin heeft een bodem van leisteen en aan de voorzijde een getordeerde ijzeren stang. Het spaarbekken heeft drie openingen van waaruit het water naar een lager niveau kan stromen.  Sinds 1997 is de watertoevoer naar de fontein afgesloten.

## Galerie

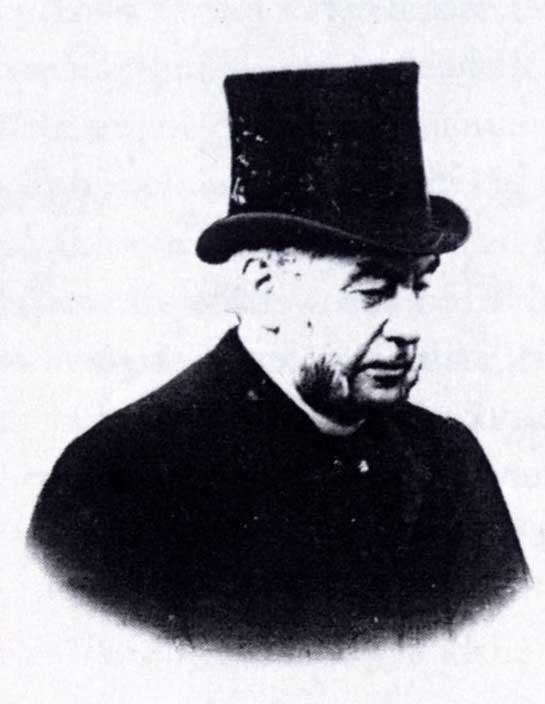
Mr. A. A. van Bergen IJzendoorn
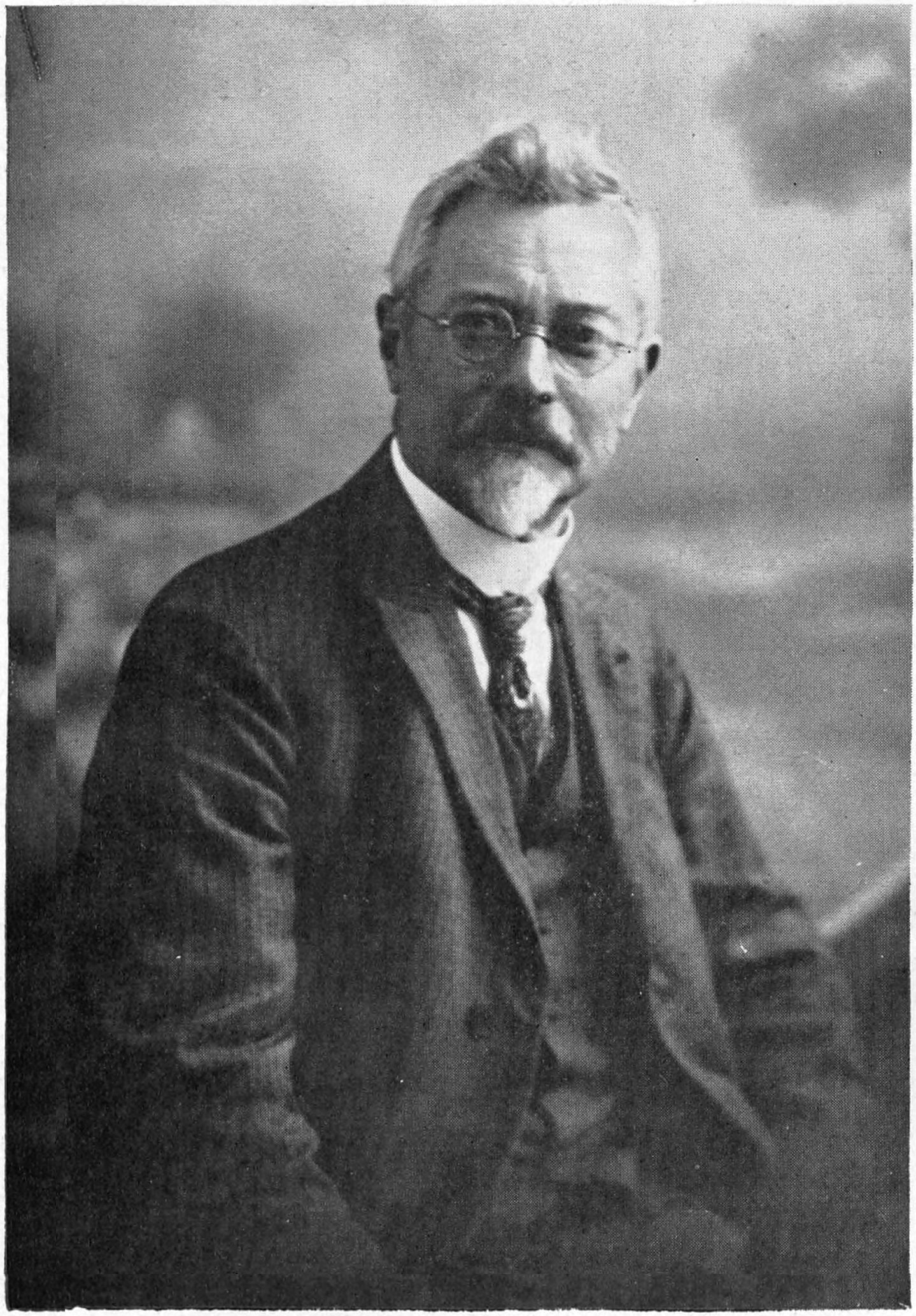
Willem Kromhout
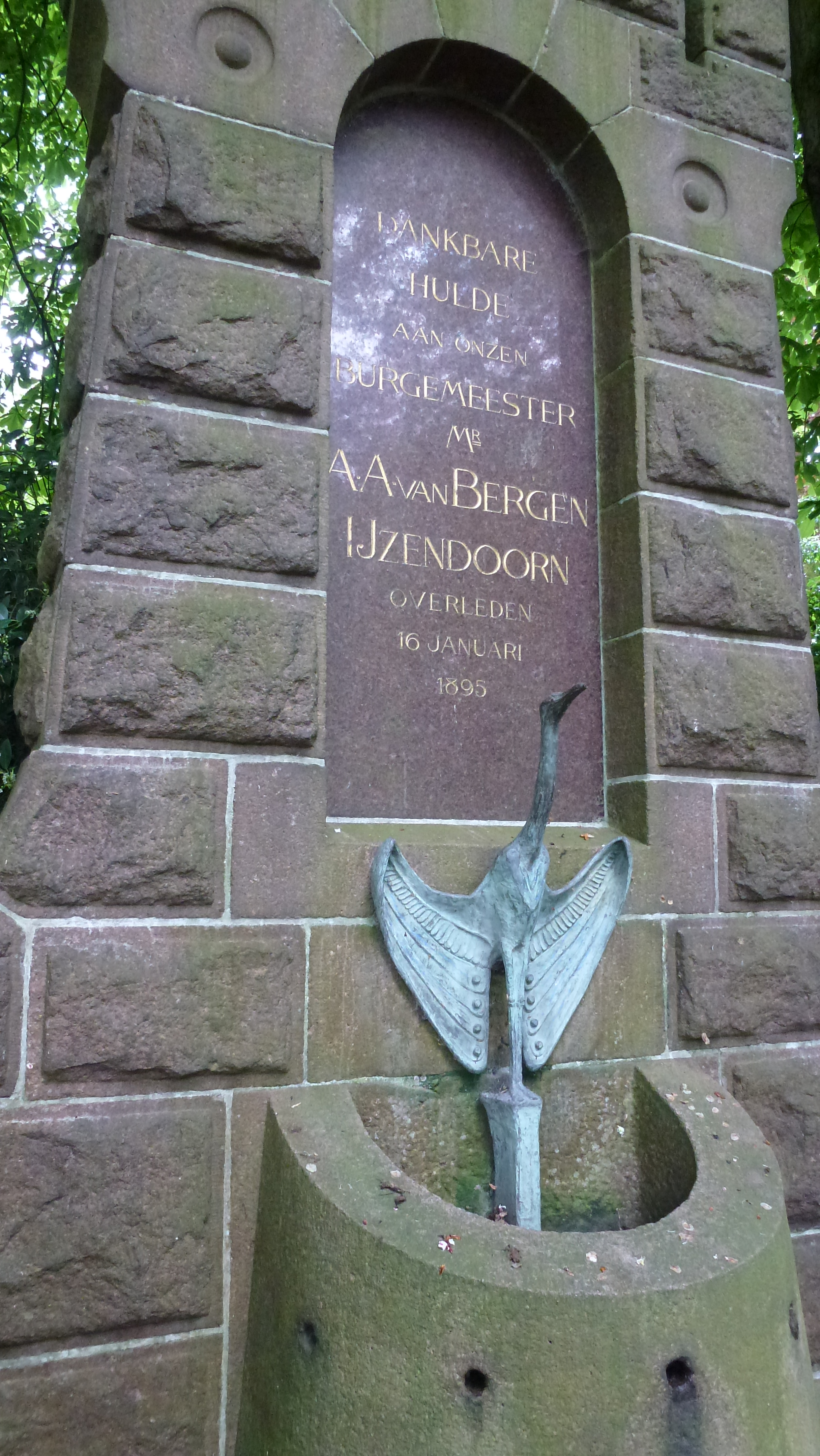
Detail aalscholver, uit 1998 van Ineke van Dijk
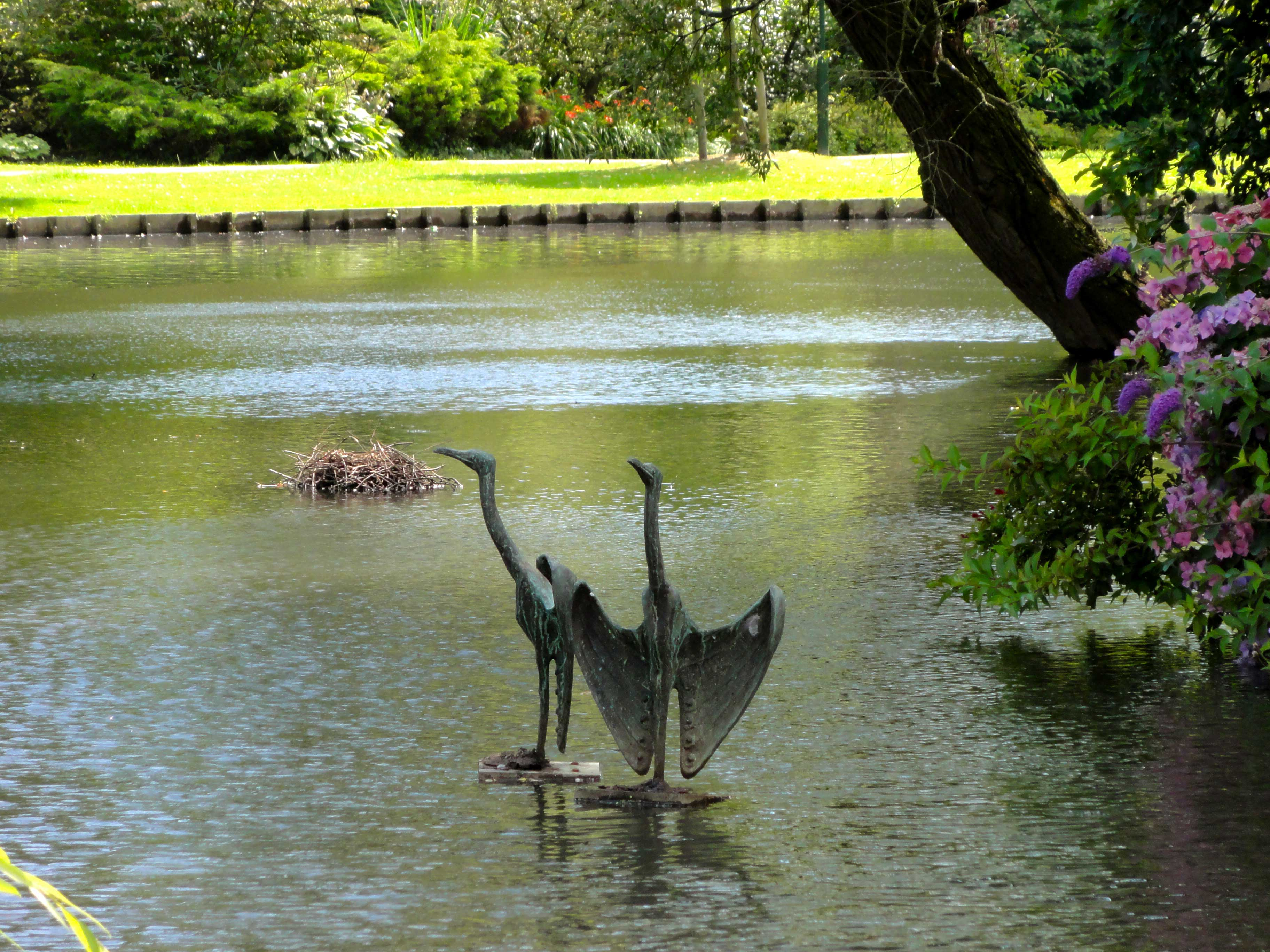
Beeld Aalscholvers in het Van Bergen IJzendoornpark